# Bomba ślepa PuW
Bomba ślepa PuW – niemiecka bomba ćwiczebna przeznaczona do nauki i treningu bombardowania. Bomby tego typu zdobyto na opanowanym w czasie powstania wielkopolskiego poznańskim lotnisku Ławica i były następnie używane przez polskie Lotnictwo Wojskowe.
Bomba ślepa PuW miała malowany na szaro korpus o kształcie identycznym jak bomby odłamkowej 12,5 kg PuW. Wewnątrz korpusu znajdował się ładunek prochu czarnego oraz smoły pełniącej funkcję wypełniacza. Bomba była uzbrajana zapalnikiem głowicowym. Po upadku detonacja prochu odrywała od bomby statecznik, a wydostające się ze skorupy gazy prochowe tworzyły dobrze widoczny biały obłok.
W 1932 roku wobec wyczerpywania się zapasów bomb ślepych PuW w Polsce przerobiono na bomby ćwiczebne 4800 szt bomb odłamkowych 12,5 kg PuW.